# Knut Arild Hareide

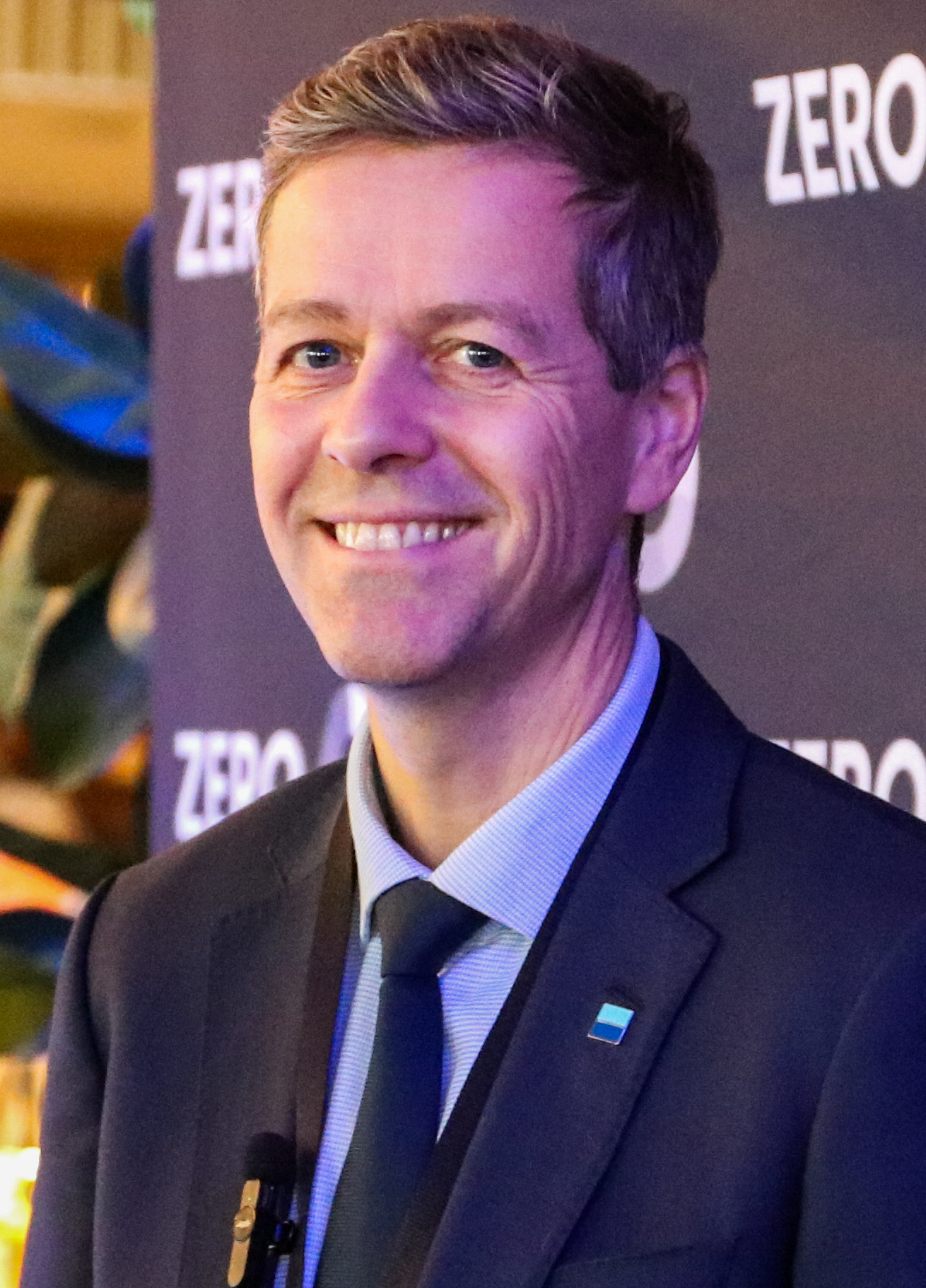
Knut Arild Hareide, 2024

Knut Arild Hareide (* 23. November 1972 in Bømlo, Norwegen) ist ein norwegischer Politiker der Christlichen Volkspartei (KrF), deren Parteivorsitzender er von 2011 bis Anfang 2019 war. Zwischen Juni 2004 und Oktober 2005 war er der Umweltminister seines Landes, von Januar 2020 bis Oktober 2021 war er Verkehrsminister in der Regierung Solberg.

## Ausbildung
Hareide besuchte von 1992 bis 1997 die Norwegische Handelshochschule in Bergen und studierte Wirtschaft und Soziologie. Anschließend begann er bis 1998 beim Medienkonzern Schibsted zu arbeiten. Dort kehrte er erneut für die Zeiträume 2001 bis 2001 sowie 2005 bis 2009, in denen er keine politischen Ämter innehatte, zurück.

## Politischer Werdegang
Zwischen 1991 und 1995 war Hareide Mitglied des Kommunalparlaments seiner Heimatgemeinde Bømlo. Von August 1998 bis März 2000 war er als politischer Berater im Ministerium für Kirchen, Bildung und Forschung tätig. Im Oktober 2001 wurde Knut Arild Hareide Staatssekretär im Finanzministerium, was er bis August 2003 blieb. Am 18. Juni 2004 ernannte man ihn zum Umweltminister. Er übte dieses Amt bis zum Ende der Regierung Bondevik II am 17. Oktober 2005 aus.

### Abgeordneter im Storting
Hareide verpasste es in der Zeit ab 1997 drei Mal, für die ehemalige Provinz Hordaland in das norwegische Parlament Storting einzuziehen. Bei der Wahl 2009 trat er im ehemaligen Fylke Akershus an und Hareide wurde erstmals Storting-Abgeordneter. Zur Parlamentswahl 2013 trat er erneut für Hordaland an und er vertrat ab da den Wahlkreis Hordaland. In seiner ersten Legislaturperiode stand er von 2009 bis 2013 dem Ausschuss für Transport und Kommunikation vor. In der Zeit zwischen November 2011 und März 2012 war er außerdem Vorsitzender des Sonderausschusses zur Aufarbeitung der Angriffe vom 22. Juli 2011. Seit Juni 2011 ist er Mitglied des Fraktionsvorstands der KrF, in der Zeit von Oktober 2013 bis Januar 2019 war er dabei Fraktionsvorsitzender.

### Parteichef
Im April 2011 wurde er nach dem Abtritt von Dagfinn Høybråten zum neuen Parteivorsitzenden der KrF gewählt. Bereits von 2003 bis 2007 war er stellvertretender Vorsitzender seiner Partei. Er hatte 2007 seinen Posten freiwillig abgegeben, um sich aus der Politik zurückziehen zu können. Bei der Parlamentswahl 2013 setzte er sich für ein Ende der Regierung Stoltenberg II ein und die KrF unterstützte in der Folge eine bürgerliche Regierung unter Erna Solberg. Nach der Wahl 2017, bei der Hareides Partei die schlechtesten Ergebnisse seit Ende des Zweiten Weltkriegs erzielte, lockerten sie die Unterstützung etwas.
Im Herbst 2018 setzte sich Hareide als Parteivorsitzender für einen Richtungswechsel der KrF ein. Statt weiter die bürgerliche Minderheitsregierung Solberg zu stützen, empfahl er der Partei, die Zusammenarbeit mit den Sozialdemokraten und der Zentrumspartei zu suchen. Ein Parteitag votierte am 2. November 2018 aber gegen diese Linie. Nach Abschluss der von seinen Parteikollegen daraufhin geführten Koalitionsverhandlungen mit der konservativen Regierung trat Hareide im Januar 2019 von seinem Posten des Parteivorsitzenden zurück. Im September 2019 bedauerte er in einem Interview die Entscheidung seiner Partei und gab an, dass es weiterhin möglich sei, eine linke Regierung zu bilden.

### Verkehrsminister
Im Oktober 2019 gab er bekannt, bei der Wahl 2021 nicht erneut für einen Sitz im Storting kandidieren zu wollen. Hareide erklärte, dass er sich nach der Wahl aus der Landespolitik zurückziehen werde, er jedoch weiter in der Partei aktiv bleiben wolle. Nachdem die FrP sich aus der Regierung Solberg zurückzog und dadurch der KrF ein weiterer Ministerposten zugesprochen wurde, wurde er am 24. Januar 2020 als der neue norwegische Verkehrsminister vorgestellt. Hareide übernahm dabei das Amt des FrP-Politiker Jon Georg Dale.
Nachdem er bei der Parlamentswahl 2021 nicht angetreten war, schied er im Herbst 2021 aus dem Storting aus. Seine Amtszeit als Verkehrsminister endete am 14. Oktober 2021 mit dem Abtritt der Regierung Solberg. Zum Jahresbeginn 2022 übernahm er den Posten als Direktor der Seefahrtsbehörde Sjøfartsdirektoratet.

## Positionen
Hareide wird politisch entweder im Zentrum oder im linken Flügel seiner Partei verortet. Während er in familien- und sozialpolitischen Angelegenheiten größtenteils die Positionen seiner Partei einnimmt, trat er auch für eine Modernisierung der KrF ein. So stimmt er 2013 etwa für das Ende der Pflicht, dass KrF-Mitglieder sich zum Christentum bekennen müssen.
2016 sorgte nach dem Attentat von Orlando seine Teilnahme an der Pride-Parade in Oslo für kontroverse Diskussionen. Vor allem Menschen des politisch linken Flügels lobten seine Entscheidung. Parteiintern stieß seine Teilnahme jedoch auf Kritik und führte zu mehreren Parteiaustritten. Als sein Parteikollege Geir Jørgen Bekkevold im Jahr 2018 als Pfarrer ein lesbisches Paar traute und dies auf Kritik von Parteimitgliedern stieß, unterstützte er Bekkevold. Er hob jedoch gleichzeitig auch die Ehe zwischen Frau und Mann als einen „stabilen Rahmen für das Aufwachsen von Kindern“ hervor.
Hareide sprach sich gegen ein Gesetz aus, das es schwangeren Frauen erlaubt, eine Abtreibung auch nach der zwölften Woche vorzunehmen, wenn ein hohes Risiko besteht, dass das Kind eine schwere Krankheit haben wird. Er sagte jedoch vor der parteiinternen Abstimmung dazu, ob die Partei einer linken Regierung beitreten solle oder nicht, dass er die Entfernung dieses Paragrafen nicht unbedingt als entscheidend in einer Koalitionsverhandlung sehen würde.
In seinem Buch Det som betyr noe, das er 2018 veröffentlichte, schrieb Hareide, dass ökonomischer Liberalismus und geschlossene Grenzen nicht mit den Werten seiner Partei vereinbar seien. Im März 2019 verurteilte er bei einer christlichen Versammlung, dass viele Christen populistisches Gedankengut unterstützen. Er wurde daraufhin von Teilen des Publikums ausgebuht.

## Privates
Hareide ist seit 2012 verheiratet und hat drei Kinder.